# RT-Thread
RT-Thread是一款开源实时操作系统，它主要包含一个实时内核和与实时应用有关的各种组件，并在2017年获得华强聚丰及思必驰天使轮投资。

## RT-Thread内核
- 面向对象的实时内核；
- 8，32或256个优先级的多线程调度。对于同优先级线程使用时间片轮转调度法；
- 提供信号量，也提供互斥信号量以防止优先级反转；
- 支持其他高效通信方式，比如邮箱、消息队列和事件标志；
- 支持静态内存分配方法，也支持线程安全的动态内存管理；
- 对高层应用提供设备框架。

## FinSH命令行工具
- 类C的命令解析方式；
- 可通过命令行直接调用系统核心函数或全局变量；
- 具备历史命令查找功能。

## 设备文件系统
- 为小型设备优化的类POSIX API，支持多种文件系统；
- 支持ELM Chan的FatFS。

## TCP/IP协议栈
lwIP是一个轻量级的TCP/IP协议栈，它具备下列功能：
- 标准的BSD接口；
- 支持IP, ICMP, UDP和TCP；
- 支持DNS, DHCP和PPP；
- 支持TFTP, HTTP和FTP。

## RT-Thread/GUI（Persimmon）
- 与RT-Thread紧密集成；
- 支持多线程和多窗口；
- 支持多种控件，例如标签、按钮、单选框、多选框等等；
- 支持GB2312中文显示；
- 支持集成开发环境脚本化开发，类似Qt。

## CPU架构支持
RT-Thread支持下列架构：

ARM
- am335x
- am926
- amv6
- AT91SAM7S, AT91SAM7X
- Cortex: M0, M3, M4, R4, M7
- dm36x
- LPC214x, LPC24xx
- s3c24x0
- s3c44b0
- SEP4020
- Xilinx Zynq7000

AVR32
- UC3

Blackfin
- bf53x

IA32(X86)
M16C
- m16c62p

MIPS 
- LOONGSON 1BC, 1C
- PIC32
- xburst

NIOS
- NIOS II

PPC
- ppc405

RX
unicore32
- sep6200

NEC V850
- 70f34

Xilinx
- MicroBlaze

## 版本发布[5]
- 2011年1月27日，RT-Thread 0.4.0发布。
- 2012年1月1日，RT-Thread 1.0 发布，这个版本修复了多个BUG。
- 2014年8月1日，RT-Thread 2.0.0 beta发布。
- 2018年3月8日，RT-Thread 3.0.3发布，这个版本主要修补了一些BUG，也提高了系统的易用性。[6]
- 2018年10月18日，RT-Thread 4.0.0发布，这个版本主要添加了对称多处理器支持。[7]

## 另请参见
- 嵌入式系统
- 微控制器
- 单板计算机